# Hägglunds IoFK
Hägglunds IoFK är en idrottsförening i Örnsköldsvik.
Föreningen bildades 1935 under namnet Gullängets IK. Namnbytet till Hägglunds Idrotts- och Fritidsklubb (HIoFK) gjordes 1951 efter företaget Hägglund & Söner, där de flesta hade sin utkomst.
Genom åren har föreningen haft ett flertal inriktningar, bland annat ishockey, tennis, handboll, schack och bridge förutom dagens verksamheter skidor, orientering, motionsgymnastik och fotboll.
HIoFK har idag 1300 medlemmar och föreningen äger sin idrottsplats Bussbyvallen, samt en grusplan vid Ängetskolan. Namnet Bussbyvallen härrör från den tid då företaget Hägglund & Söner var Sveriges största busstillverkare och Gullänget var bussbyn. 
Fotboll, som är den största sektionen har ett 90-tal ledare, 22 lag och 450 aktiva. Herrlaget spelade 2004 i division III Mellersta Norrland och damlaget i division III Ångermanland. Flera ungdomslag tillhör Ångermanlandseliten (ett 30-tal DM-tecken under 1990-talet) men det finns också en bredd som antalsmässigt gör HIoFK till en av de största föreningarna i distriktet.
Föreningen har även exporterat ett antal elitspelare. De mest kända är Malin Moström, Frida Östberg och Sofia Jakobsson - samtliga har spelat både i det svenska damlandslaget (Sofia Jakobsson är fortfarande aktiv i landslaget) och Umeå IK. I Sunnanå SK fanns Katarina Söderberg med landslagsmeriter från F16-U21. Damallsvenska Själevads IK har 3 spelare med HIoFK-förflutet. 